# Dick Noel (Sänger)
Richard „Dick“ Noel (* 1926 oder 1927 in Brooklyn, New York City; † 27. Oktober 2017 in Escondido, Kalifornien) war ein US-amerikanischer Sänger, der vor allem als Bandvokalist in der späten Swingära und später als King of the Jingles bekannt wurde.

## Leben und Wirken
Noel war nach Ableistung des Militärdienstes in der United States Navy ab 1949 Bandvokalist bei Ray Anthony and His Orchestra mit Hits wie Dreamer’s Holiday, Sitting By the Window (1949, erschienen als Dick Noel and The Skyliners) und Count Every Star aktiv. Stilistisch lehnte sich sein Gesang an Vorbilder wie Billy Eckstine oder Herb Jeffries an. In den folgenden Jahren nahm er für Decca (From This Moment On/Hot Dog! That Made Him Mad) und Columbia Records unter eigenem Namen auf, bevor er sein eigenes Label Fraternity Records gründete, auf dem er Songs wie These Are The Things We’ll Share (1955) veröffentlichte und mit dem er Hits wie Cathy Carrs Ivory Tower und Jimmy Dorseys So Rare hatte.
In den 1950er- und 1960er-Jahren moderierte Noel verschiedene Rundfunkprogramme und trat als Sänger regelmäßig in The Ruth Lyons Show in Cincinnati und in Don McNeills Breakfast Club in Chicago auf. 1962 hatte er in Arthur Godfreys Show Talent Scouts bei CBS seinen ersten Fernsehauftritt; anschließend gastierte er regelmäßig in der Tennessee Ernie Ford Show bei ABC, die er 1965 verließ. Nach seiner Rückkehr nach Chicago arbeitete er vorwiegend für landesweit ausgestrahlte TV- und Radio-Werbespots, u. a. für Werbefilme von United Airlines und McDonald’s. 1978 legte er das Album A Time for Love vor, das gemeinsam mit dem Pianisten Larry Novak entstand; darauf sang Noel Balladen wie Send in the Clowns, Ballad of the Sad Young Men und Here’s That Rainy Day. Ende der 1980er-Jahre setzte Noel sich in Kalifornien im Raum San Diego zur Ruhe.